# Sitzplatz

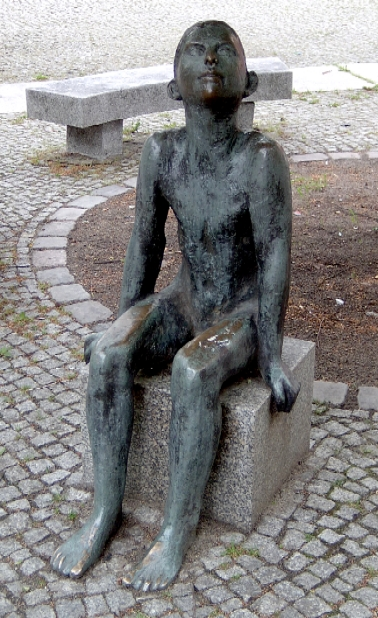
Bronze Sitzender Junge (1956) in der Berliner Erich-Weinert-Straße, im Hintergrund ein freier Sitzplatz.

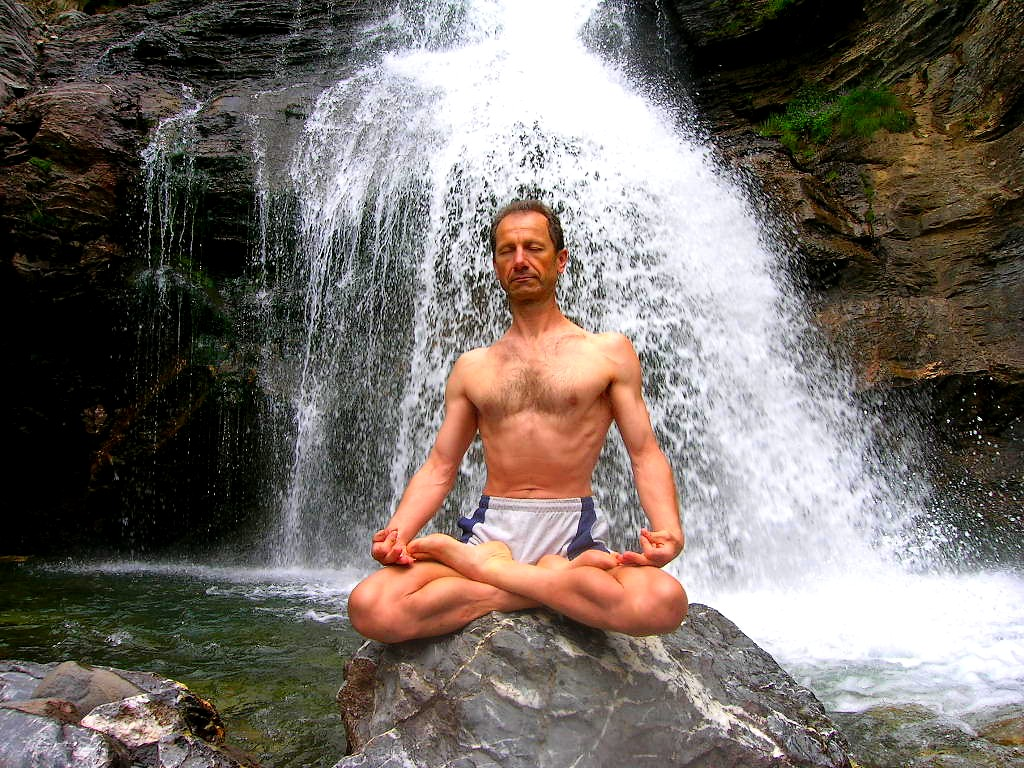
Lotossitz, Sitzplatz auf einem Stein.

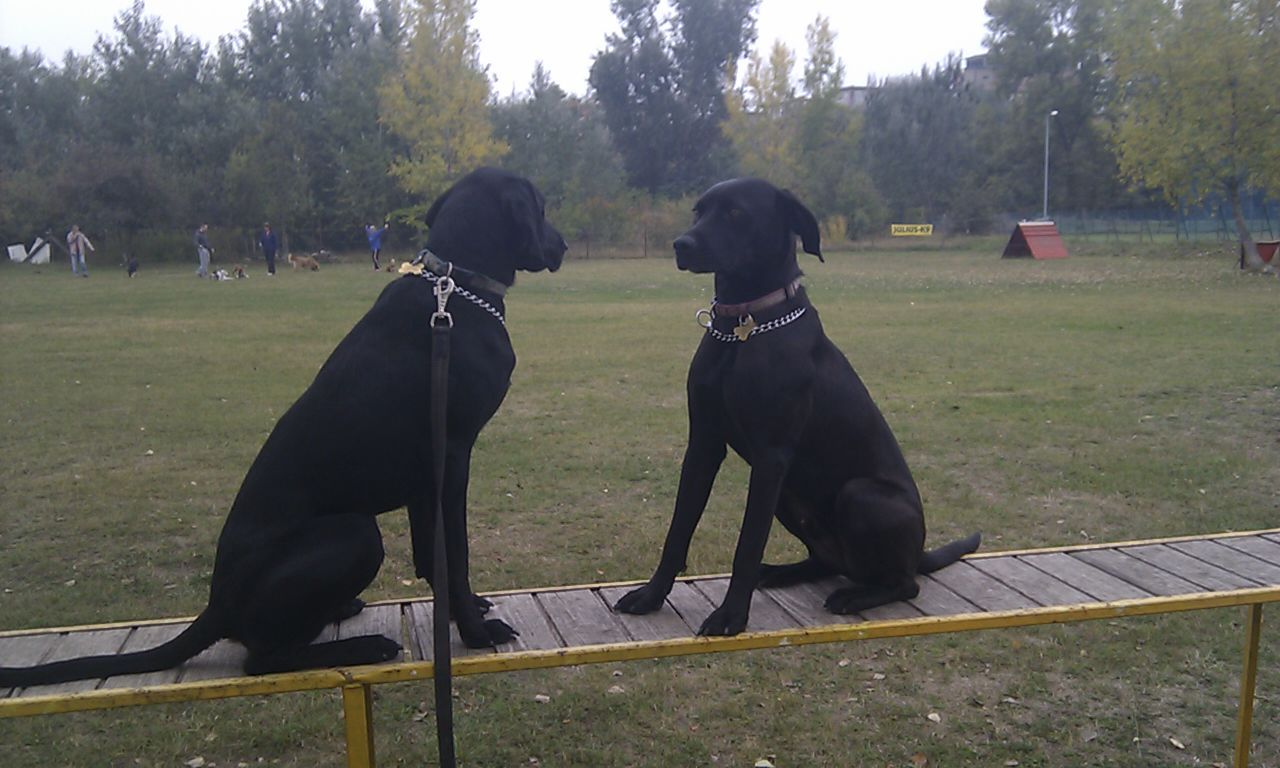
Sitzende Hunde

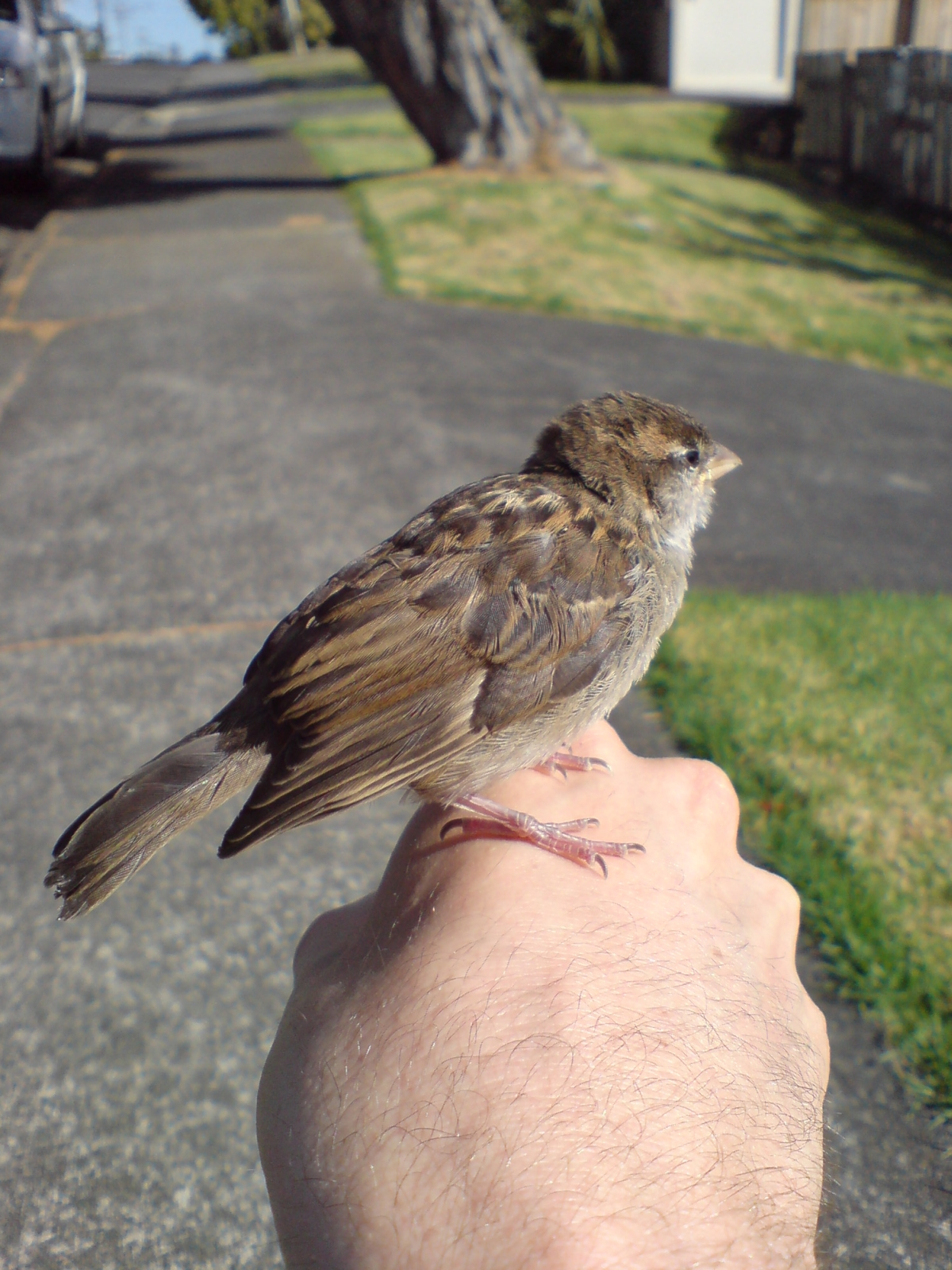
Auf einer Hand aufsitzender Vogel

Der Sitzplatz bezeichnet eine Fläche, die ein Lebewesen am Gesäß sitzend oder ein Vogel „aufsitzend“ nutzen kann. Gegensatz ist der Stehplatz.

## Allgemeines
Der Sitzplatz ermöglicht die Gelegenheit zum Sitzen, er kann aber auch – je nach Konstruktionsform – zum Stehen, Hocken, Knien oder Liegen verwendet werden. 

## Gesellschaftliche Bedeutung des Sitzplatzes
Eine besondere Bedeutung kommt dem Sitzen in der Symbolik von Herrschaft und Dienstkraft zu: Der Herrschende sitzt, während der Dienende zum Stehen verpflichtet ist. 
Bereits das Alte Testament berichtet im Deuteronomium (6, 2, Dt. 1, 38) darüber, dass das Stehen Sache des Dienenden ist und das Sitzen Sache des Herrschenden. Auch beim Thron galt, der Herrscher sitzt, die Untertanen stehen, hocken oder liegen vor ihm. Der Thron eines Herrschers ist als Sitzmöbel so gestaltet, meist erhöht, damit der Herrscher auch in sitzender Stellung die Untergebenen überragt. Im Mittelalter war es nicht anders: Der Herrscher sitzt, der Vasall kniet, die Zeugen des Rechtsaktes stehen.
Noch heute weisen Begriffe wie „Heiliger Stuhl“ oder „Lehrstuhl“ auf die Bedeutung des herausgehobenen Sitzplatzes hin. Seinen Sitzplatz in der Nähe einer bedeutenden Persönlichkeit einnehmen zu dürfen, wird auch heute noch teilweise als Privileg angesehen. Bereits das Recht, unter bestimmten Situationen einen Sitzplatz überhaupt einnehmen zu dürfen beziehungsweise die Rangfolge des Niedersetzens, wird teilweise als Privileg gehandhabt.
Die Ausübung der Rechtsprechung bezeichnet man auch als „zu Gericht sitzen“, wobei in früherer Zeit lediglich die höher gestellten Persönlichkeiten (zumindest die Richter) einen Sitzplatz einnehmen durften. Noch beute ist es vielfach verpönt, dass der Rechtsanwalt oder Staatsanwalt bei seinen formellen Ansprachen an das Gericht sitzen bleibt, zum Beispiel beim Plädoyer. Der Richter erhebt sich von seinem Sitzplatz bei der Urteilsverkündigung, bevor er die Eingangsformel des Urteils spricht.
In kostenpflichtigen Veranstaltungsorten sind Sitzplätze unterschiedlich klassifiziert, für „bessere“ Sitzplätze sind oftmals höhere Eintrittsgelder, Teilnahmegebühren etc. zu bezahlen als dies bei der sogenannten „freien Platzwahl“ der Fall ist. Sitzplätze sind in der Regel auch teurer als Stehplätze.
Seinen Sitzplatz ganz oder zeitweise aufzugeben (z. B. sich zu erheben, einer Dame oder einer älteren Person seinen Platz zu überlassen etc.), ist in einigen gesellschaftlichen Situationen eine gebotene und nach außen sichtbare Form der Höflichkeit oder des Entgegenkommens vieler Kulturen. Das gilt auch, sich nur nach Aufforderung auf seinen Sitzplatz zu setzen beziehungsweise einem Gast, einer gesellschaftlich höher gestellten, älteren beziehungsweise mobilitätseingeschränkten Person einen (guten) Sitzplatz anzubieten.

## Arten von Sitzplätzen

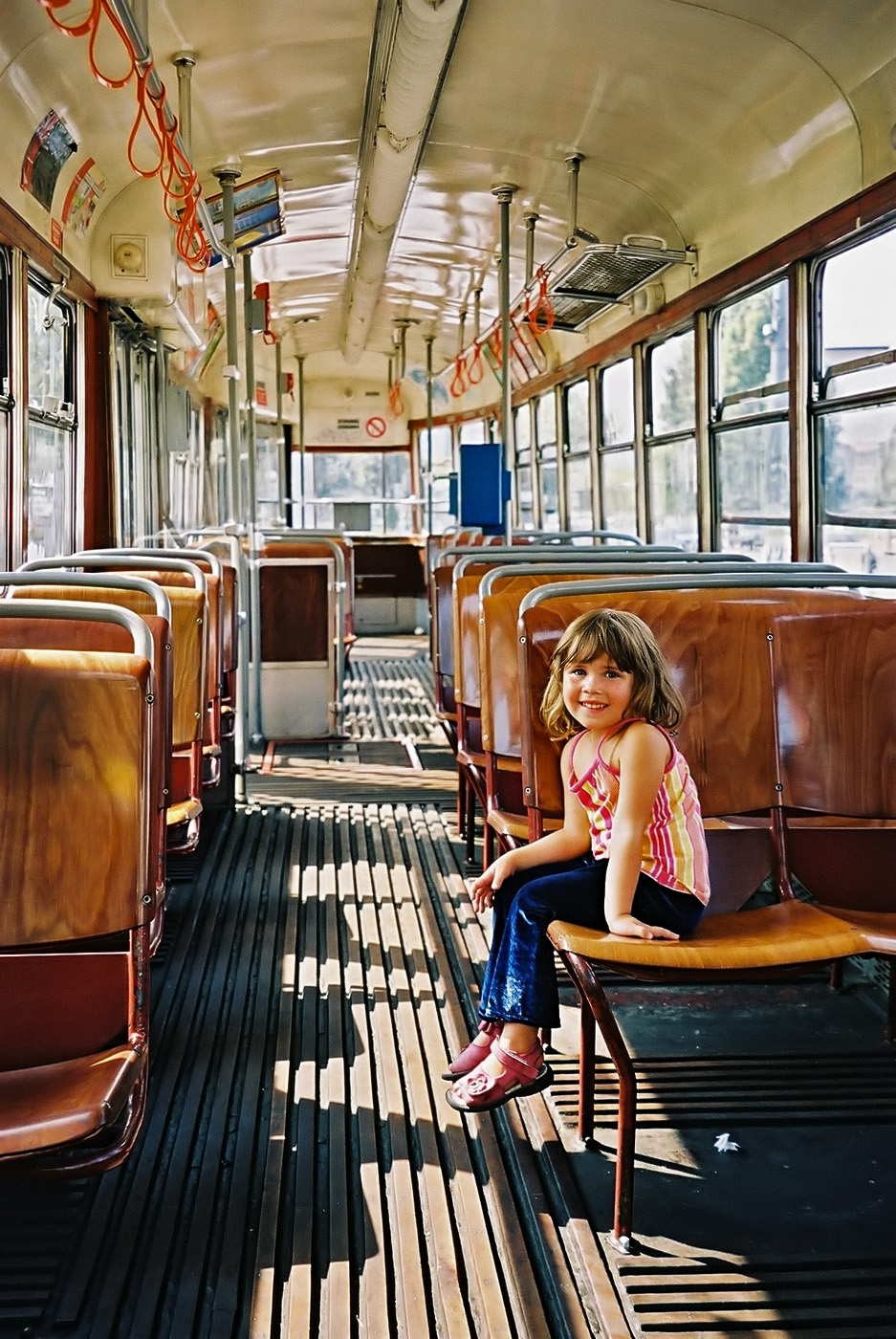
Sitzplätze in einer Straßenbahn

### Allgemein
Die einfachste Art des Sitzplatzes ist die freie Fläche, die ausreichend Raum zum Sitzen bietet.

### Transport- und Verkehrsmittel
Sitzplätze werden insbesondere in Transport- und Verkehrsmitteln angeboten. Hierzu gehört der ÖPNV (Eisenbahn, Omnibus, Seilbahn, Straßenbahn), der Schiffsverkehr (Binnenschifffahrt, Seeschifffahrt, Fähren) und der Luftverkehr (Passagierflugzeuge). Letztere und Taxis bieten ausschließlich Sitzplätze an. Jedes Fahrzeug besitzt eine maximale Anzahl von Sitzplätzen (Sitzplatzkapazität), die nummeriert sein können (etwa bei der Eisenbahn oder in Flugzeugen mit Reservierungsmöglichkeit). Ein Anspruch auf einen Sitzplatz bei Straßenbahnen und Omnibussen besteht nicht, da das Sitzplatzangebot zwar auf den normalen Bedarf ausgerichtet ist, aber zu Zeiten der Spitzenlast (Berufsverkehr, Wochenende, Urlaubsverkehr) nicht ausreicht. Der Komfort des Sitzplatzes nimmt mit einer höheren Beförderungsklasse zu. In der Passagierluftfahrt wird die Auslastung der Sitzplatzkapazität Sitzladefaktor genannt.

### Veranstaltungen
Die Anordnung gleicher Sitzplätze bei Veranstaltungen wird Bestuhlung genannt. Sie gibt es in Gaststätten, Kinos, Kirchen, Konzerten, Schulen, bei Sportereignissen oder in Wartezimmern. In Veranstaltungen werden heute üblicherweise für Sitzplätze Stühle verschiedensten Ausformungen, je nach Anforderung (z. B. Innenbereich oder Außenbereich, variabel verschiebbar oder fest verschraubt, mit oder ohne Rückenlehne / Armstütze etc.), verwendet. Dabei steht der Stehplatz als finanziell günstigere Alternative dem Sitzplatz oft gegenüber.

### Arbeitsplätze
Ist am Arbeitsplatz eine Sitzgelegenheit erforderlich wie etwa bei der Büroarbeit, so sind gemäß Anhang Nr. 3.3 zur Arbeitsstättenverordnung (ArbStättV) gesetzlich Sitzgelegenheiten vorgesehen: „Kann die Arbeit ganz oder teilweise sitzend verrichtet werden oder lässt es der Arbeitsablauf zu, sich zeitweise zu setzen, sind den Beschäftigten am Arbeitsplatz Sitzgelegenheiten zur Verfügung zu stellen“ (§ 3 Abs. 1 ArbStättV). Auch Normungen regeln Fragen zu Sitzplätzen.
Sitzplätze können auch an oder auf Beförderungsmitteln bestehen (zum Beispiel bei landwirtschaftlichen Fahrzeugen, Hubstapler, Gabelstapler etc.). In diesem Zusammenhang handelt es sich in der Regel um Sitzplätze als Arbeitsplätze im engeren Sinn.

### Gestaltung

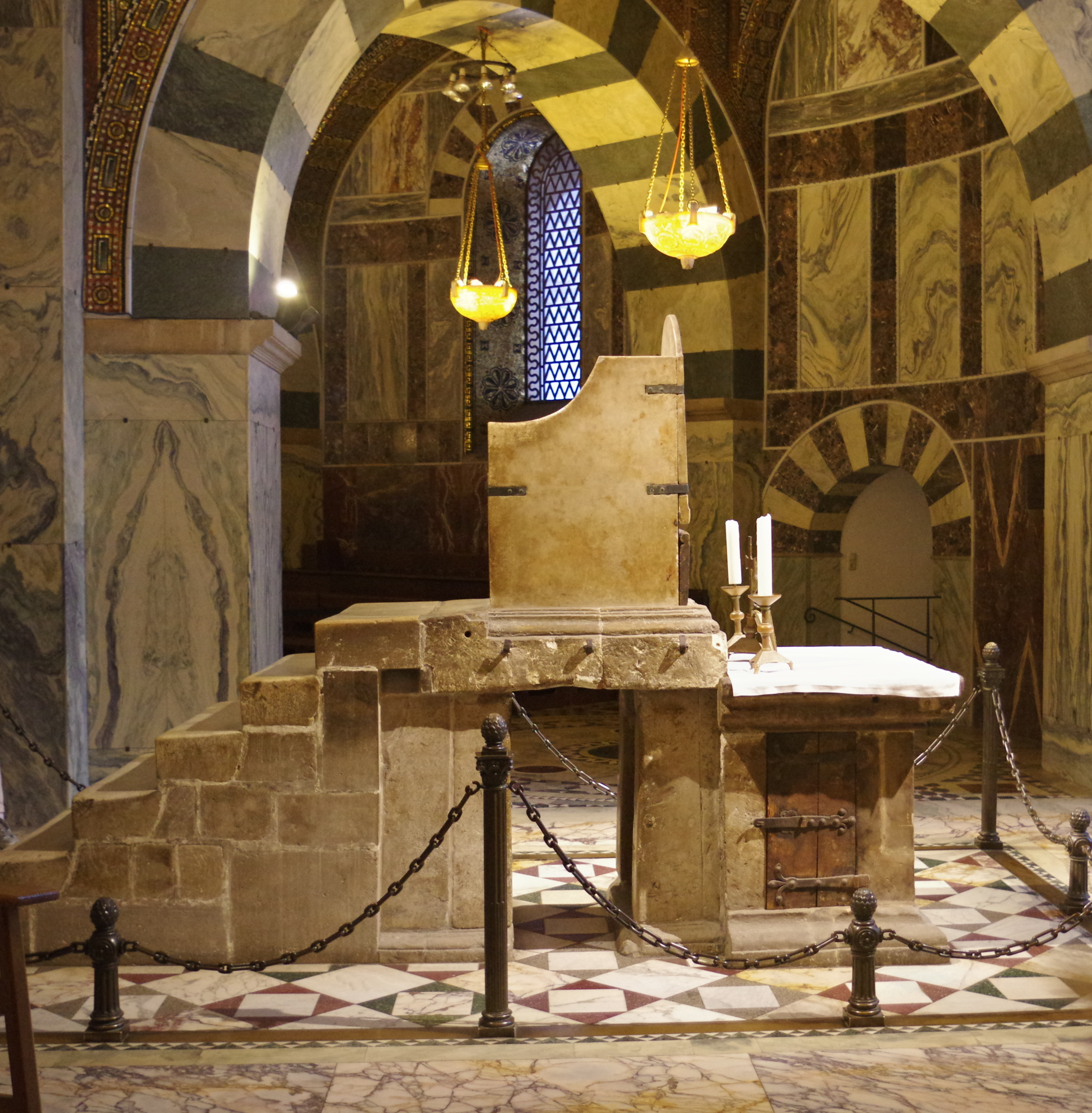
Thron der heiligen römischen Kaiser, Aachener Dom.

Sitzplätze können unter anderem sein:
- spezielle Möbel zum gemütlichen, komfortablen oder zweckmäßigen Sitzen (Sessel, Stuhl, Couch, Barhocker, Sattel auf einem Fahrrad oder einem Tier, Sitz auf/an einer Maschine),
- zum Schutz von Personen (z. B. Schleudersitz, Kindersitz etc.),
- Standesrepräsentationen (z. B. Thron eines Monarchen, der Richtertisch, im übertragenen Sinn der Parlamentssitz etc.) oder
- dem Überblick: Hochsitz.

## Ausgestaltung von Sitzplätzen
Öffentliche Sitzplätze und solche in Unternehmen für Arbeitnehmer müssen in einer technisierten Welt so ausgestaltet werden, dass sie den beförderten, wartenden, beobachtenden etc. Personen entsprechend einen sicheren Aufenthalt ermöglichen. Für Sitzplätze muss daher ausreichend Raum vorhanden sein, und es müssen, soweit gefordert und zweckmäßig, geeignete Stütz- oder Schutz- bzw. Rückhalteeinrichtungen (z. B. in Fahrzeugen) vorhanden sein.

### Mindestfläche
Die Mindestfläche für Sitzplätze wird je nach Anforderung festgelegt. Zur Berechnung der Anzahl der zulässigen Sitzplätze werden verschiedene Faktoren einbezogen. Von der Gesamtnutzfläche werden zum Beispiel Flächen für
- Stufen,
- Türen und Türflügelschwenkbereiche,
- Trennwände, Absperrflächen, Absperrgitter, Haltegriffe, Geländer etc.,
- Flächen, die nicht zugänglich sind.

abgezogen. Bei Fahrzeugen werden zusätzlich bestimmte Flächen nicht einbezogen:
- Fläche des Führerraumes,
- Fläche deren Neigung ein sicheres Sitzen während der Fahrt nicht gewährleistet,
- Flächen, bei denen die Sicht auf den Rückspiegel oder sonstige Sicherheitseinrichtungen verstellt wird.

### Versammlungsstätten
Die höchste zulässige Personenanzahl und damit auch der Sitzplätze je Versammlungsstätte richtet sich unter anderem nach den vorhandenen Not- und Fluchtwegen, der maximalen Größe der Versammlungsstätte, Anzahl von Versammlungsräumen / -plätzen, Art der Veranstaltung, der Belüftungsanlage, feuerpolizeilichen Beschränkungen, Größe der sanitären Anlagen etc.
Ausnahmen bestehen in den gesetzlichen Bestimmungen oftmals für die dem Gottesdienst gewidmeten Räume oder Gebäude, Unterrichtsräume an Schulen, Seminarräume in Hochschulen und ähnlichem, Ausstellungsräume in Museen und teilweise für Fliegende Bauten.

### Fahrzeuge

#### Bodenfahrzeuge
Die Anzahl der Sitz- und Stehplätze richtet sich bei Bodenfahrzeugen in der Regel nach den baulichen Gegebenheiten, Nutzlast des Fahrzeuges, den Verkehrswegen sowie die Höhe des Innenraumes und der Abmessungen und Anordnung der Türöffnungen (und Notausstiegen), durch welche ein rasches Aussteigen der beförderten Personen ermöglicht sein muss. Ausnahmen sind vielfach für Fahrzeuge des Militärs, des Zivilschutzes, der Feuerwehr, der Polizei, des Zolls und des Rettungsdiensts vorgesehen.

#### Wasserfahrzeuge
Bei Wasserfahrzeugen richtet sich die höchstzulässige Personenanzahl und damit auch der Sitzplätze z. B. nach den baulichen Gegebenheiten, der Tragfähigkeit des Fahrzeuges und insbesondere auch den vorhandenen Rettungseinrichtungen (z. B. Anzahl der vorhandenen Rettungsringe, Rettungsboote etc.).

#### Rückhaltevorrichtungen / Schutzeinrichtungen in Fahrzeugen
In Fahrzeugen sind entsprechend der Anzahl der Sitzplätze, dem zugelassenen Beförderungsfahrzeug, der Einsatzstrecke etc. Rückhaltevorrichtungen oder Schutzeinrichtungen (z. B. Sicherheitsgurte oder sonstige geeignete Rückhaltevorrichtungen, Rettungsringe etc.) vorzusehen.
Schutz- und Rückhaltevorrichtungen pro Sitzplätze müssen so beschaffen und angeordnet sein, dass diese auch von den beförderten Personen (Erwachsene, Kinder) benutzt werden können.

### Temporäre Sitzplätze und Klappsitze
Temporäre Sitzplätze können an den Stellen bestehen, an denen alternativ Klappsitze (Notsitze) zur Verfügung stehen bzw. eingerichtet werden können. Klappsitze sind für den gelegentlichen Gebrauch vorgesehene Notsitze, die normalerweise umgeklappt sind und bei denen der Raum im umgeklappten Zustand des Sitzes je nach baulicher Gegebenheit z. B. auch als Stehplatz oder für anderes verwendet werden kann.

## Rechtsgrundlagen

### Rechtliche Bedeutung der Einnahme eines Sitzplatzes
Die freiwillige Einnahme eines Sitzplatzes kann die schlüssige Annahme eines Vertrages bedeuten, wenn nach der Verkehrssitte üblicherweise damit signalisiert wird, dass damit eine Leistung des Anbieters in Anspruch genommen werden soll (z. B. im Gastgarten die Verpflichtung zur Konsumation nur beim Gastwirt; bei einem kostenpflichtigen Konzert die Inanspruchnahme des Sitzplatzes zum Musikgenuss, im Kino etc.).

### Reservierung von Sitzplätzen
Die Reservierung eines Sitzplatzes führt in der Regel dazu, dass ein bestimmter Sitzplatz für den weiteren Verkauf nicht mehr zur Verfügung steht. Die Sitzplatzreservierung kann daher dazu führen, dass bei einer späten Stornierung Kosten zulässigerweise verrechnet werden, obwohl der Sitzplatz (die Leistung) nicht in Anspruch genommen wird.
Ebenso kann die Umbuchung (z. B. von einem teureren auf einen günstigeren Sitzplatz) Kosten verursachen, wenn diese Umbuchung zu spät erfolgt und der zuvor reservierte Sitzplatz nicht mehr weiterverkauft werden kann. Ausnahme ist das Upgrade, das bei Überbuchungen zur Anwendung kommt.

## Normen (Beispiele)
- Deutschland: EN 13200 / DIN 13200 (Zuschaueranlagen).
- Österreich: EN 13200 / ÖNORM EN 13200 (Zuschaueranlagen).
- Deutschland: DIN 33408-1:2008 03 (Körperumrissschablonen – Teil 1: Für Sitzplätze).
- Österreich: ÖNORM EN ISO 14738:2009-05-15 (Sicherheit von Maschinen – Anthropometrische Anforderungen an die Gestaltung von Maschinenarbeitsplätzen) – (ISO 14738:2002)
- Österreich: ÖNORM A 8010:2010-07-15 (über die Ergonomische Gestaltung von Büroarbeitsplätzen – Grundsätzliche Einflussfaktoren und Ermittlung des Flächenbedarfs)
- Österreich: ÖNORM EN 13796-1:2007-08-01 (Sicherheitsanforderungen für Seilbahnen für den Personenverkehr – Fahrzeuge – Teil 1: Befestigungen am Seil, Laufwerke, Fangbremsen, Kabinen, Sessel, Wagen, Instandhaltungsfahrzeuge, Schleppgehänge).

## Abgrenzung
Bei Unternehmen, Vereinen und anderen Organisationen wird unter dem Sitz (z. B. Unternehmenssitz) die Zustelladresse verstanden, an welcher die Unternehmensleitung, die Vereinsleitung, Leitung der Organisation etc. zu finden ist. Siehe dazu Sitz (juristische Person).